# Декре, Альбер
Альберт Декре (18 декабря 1838, Бордо — 27 февраля 1915, Мериньяк (Жиронда)) — французский юрист, дипломат и политик, посол Франции в нескольких иностранных государствах, депутат-либерал, министр колоний и сенатор.

## Биография
Альберт Декре родился в семье протестантского вероисповедания, его отец был виноторговцем. С отличием окончил среднюю школу, высшее образование получил в области юриспруденции. В 1862 году занял первое место в конкурсе на должность секретаря парижской Ассоциации юристов и с того же года стал адвокатом в Апелляционном суде Парижа. Затем последовательно занимал должность префекта в ряде департаментов: Эндр и Луара (1871), Приморские Альпы (1874), Жиронда (1876).
В марте 1879 года получил ранг государственного советника. В 1880 году был направлен в качестве полномочного посла в Брюссель. После возвращения в Париж в 1882 году некоторое время работал в Министерстве иностранных дел в качестве специалиста по политическом вопросам, но уже в том же году — послом в Италию, а в 1886 году — в Австро-Венгрию. В июле 1893 года стал послом Франции в Лондоне, но занимал этот пост на протяжении всего лишь 14 месяцев, уйдя в отставку по собственному желанию в 1894 году (вероятно, из-за конфликта с министром иностранных дел Габриэлем Аното).
21 февраля 1897 года Альберт Декре был избран депутатом парламента, переизбирался 8 мая 1898 года и 27 апреля 1902 года. Входил в состав либеральной партии. В правительстве Вальдека-Руссо занимал в период с 2 июня 1899 по 3 июня 1902 года пост министра колоний.  26 апреля 1903 года был избран сенатором от Жиронды и занимал эту должность до конца жизни.